# Кипрей железистостебельный
Кипре́й желе́зистостебе́льный (лат. Epilóbium adenocáulon) — многолетнее травянистое растение, вид рода Кипрей (Epilobium) семейства Кипрейные (Onagraceae).
Североамериканский вид, завезённый в Европу и в настоящее время быстро распространяющийся.
Относится к группе кипреев с головчатым рыльцем. Отличительными признаками являются обильное железистое и простое опушение завязи и, впоследствии, коробочки, яркая красновато-фиолетовая окраска цветков, отсутствие подземных и надземных столонов.

## Ботаническое описание
Многолетнее травянистое растение с простым или разветвлённым от основания прямостоячим стеблем 20—60 см высотой, с двумя неясными в той или иной степени опушёнными продольными линиями. При цветении в основании стебля (иногда красноватом) сохраняется небольшая розетка зелёных листьев. Плагиотропных (стелющихся) побегов и столонов нет. В верхней части стебель покрыт мелким прижатым опушением, в соцветии — с примесью железистого опушения. Листья 3—7 см длиной и 0,5—2 см шириной, с заострённым концом, нижние — продолговато-яйцевидные, средние — узкояйцевидные, верхние — ланцетные. Нижние и средние листья супротивные, верхние — очерёдные. Край листовой пластинки неправильно мелкозубчатый. Сверху пластинка голая, снизу по краю и по жилкам имеется некоторое опушение.

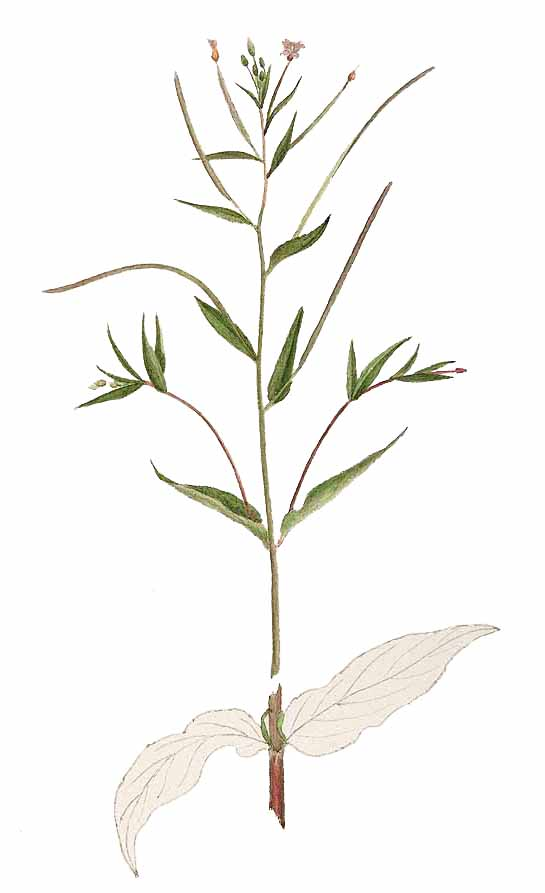
Ботаническая иллюстрация Хелен Шарп из атласа Water-color sketches of American plants, especially New England (1888—1910)

Цветки мелкие, 5—5,5 мм длиной, собраны в рыхлое мелкооблиственное верхушечное соцветие. Бутоны яйцевидные, с извилистым опушением. Чашечка опушённая извилистыми простыми и прямыми железистыми волосками, чашелистики 4 мм длиной, яйцевидно-ланцетной формы. Венчик с 4 лепестками 5 мм длиной, красновато-фиолетового цвета. Рыльце пестика булавовидное.
Плод — стручковидная коробочка 6—8 см длиной, густо покрытая простыми и железистыми волосками. Семена 1—1,2×0,4 мм, узколанцетной формы, на выпуклой стороне с узкими продольными рубцами, в широком конце развита полупрозрачная коронка — халазальный воротничок.

## Распространение и экология
Широко распространён по всей Северной Америке, за исключением её юго-восточной части (граница ареала — Кентукки, Теннесси, Северная Каролина).
В Европу завезён в конце XIX века, в России впервые обнаружен в 1895 году в Псковской области, в Московской области — в начале XX века А. А. Хорошковым. В настоящее время распространился почти по всей Европейской части России, а также по югу Сибири.
Встречается по берегам рек и озёр, на заболоченных лугах и лесных полянах.

## Классификация

### Таксономическое положение
- Epilobium adenocaulon Hausskn., 1789, Oesterr. Bot. Z. 29: 119

Вид Кипрей железистостебельный входит в род Кипрей (Epilobium) семейства Кипрейные (Onagraceae) порядка Миртоцветные (Myrtales) последовательно входящий в клады Мальвиды → Розиды → Суперрозиды → Эвдикоты → Цветковые растения. Таксономическая схема в соответствии с Системой APG IV по состоянию на декабрь 2023 года:
|  |                          |  |                                   |                                   |                     |  | еще 8 семейств | еще 8 семейств |                                |  |  |  | еще 261 подтвержденный вид и 147 таксонов в статусе "неподтвержденных" |
|  |                          |  |                                   |                                   |                     |  | еще 8 семейств | еще 8 семейств |                                |  |  |  | еще 261 подтвержденный вид и 147 таксонов в статусе "неподтвержденных" |
|  |                          |  |                                   | порядок Миртоцветные              |                     |  |                |                | род Кипрей                     |  |  |  |                                                                        |
|  |                          |  |                                   | порядок Миртоцветные              |                     |  |                |                | род Кипрей                     |  |  |  |                                                                        |
|  | клада Цветковые растения |  |                                   |                                   | семейство Кипрейные |  |                |                | вид Кипрей железистостебельный |  |  |  |                                                                        |
|  | клада Цветковые растения |  |                                   |                                   | семейство Кипрейные |  |                |                |                                |  |  |  |                                                                        |
|  |                          |  | ещё 63 порядка цветковых растений | ещё 63 порядка цветковых растений |                     |  |                | еще 21 род     | еще 21 род                     |  |  |  |                                                                        |
|  |                          |  |                                   | ещё 63 порядка цветковых растений |                     |  |                |                | еще 21 род                     |  |  |  |                                                                        |

### Синонимы
- Epilobium ciliatum var. adenocaulon (Hausskn.) B.Bock
- Epilobium congdonii H.Lév.
- Epilobium franciscanum Barbey
- Epilobium glandulosum var. adenocaulon (Hausskn.) Fernald
- Epilobium lorentzianum Hausskn.
- Epilobium watsonii Barbey
- Epilobium watsonii var. franciscanum (Barbey) Jeps.